# Варана (Модена)
Варана је насеље у Италији у округу Модена, региону Емилија-Ромања.
Према процени из 2011. у насељу је живело 251 становника. Насеље се налази на надморској висини од 500 м.